# ذات عرق
ذات عرق ميقات أهل العراق ومن جاء عن طريقهم، ويبعد عن مكة مسافة 110 كم شمالاً.وهو من مواقيت الحج.

## المكان
ذات عرق مكان بالبادية قرب عقيق الطائف، سمي بذلك لعرق فيه والعرق هو الجبل، ويقولون إنه منتهى جبال تهامة يفصل بين جبال تهامة ونجد، وهو ميقات أهل العراق ومن وراءهم من أهل المشرق كأهل خراسان وغيرهم. وهي مندثرة اليوم ويحرم الحجاج الذين يأتون في السابق على الإبل من الضريبة التي يقال لها اليوم - الخريبات - أما اليوم فالحجاج يأتون بسياراتهم ويمرون إما على ذي الحليفة أو السيل الكبير فيحرمون من أحدهما وتبعد عن مكة 70 كم.- هل هي الضريبة أم الضريبة؟
[الظّرِب (تشديد وفتح الظاء، ثم راء مكسورة- من حديث الرسول صلى الله عليه وسلم "اللهم حوالينا ولا علينا اللهم على الآكام والظراب")، الظرب :- هو الجبل الصغير، وليس الضرب) أما الضريبة فهي الصوف أو الشعر ينفش ثم يدرج (يلف) ويشد بخيط ليغزل فهي ضرائب (راجع لسان العرب)
ولإعادة إحياء الميقات، وضع بحمد الله حجر الأساس لمشروع ميقات ذات عرق بحضور الأمير خالد الفيصل أمير منطقة مكة المكرمة